# Fulladu West
Fulladu West (Schreibvariante: Fuladu West) ist einer von 35 Distrikten – der zweithöchsten Ebene der Verwaltungsgliederung – im westafrikanischen Staat Gambia. Es ist einer von zehn Distrikten in der Central River Region.
Nach einer Berechnung von 2013 leben dort etwa 82.513 Einwohner, das Ergebnis der letzten veröffentlichten Volkszählung von 2003 betrug 71.669.
Der Name ist von Fulladu abgeleitet, einem ehemaligen kleinen Reich.

## Ortschaften
Die zehn größten Orte sind:
- Bansang, 8535
- Brikama Ba, 4204
- Madina Umfally, 3145
- Kerewan Samba Sira, 2283
- Saruja, 2196
- Galleh, 2098
- Jakhaly, 2010
- Boiram, 1918
- Njoben Alhagi Ibra Jobe, 1700
- Pacharr Sanna Bayo, 1494

## Bevölkerung
Nach einer Erhebung von 1993 (damalige Volkszählung) stellt die größte Bevölkerungsgruppe die der Fula mit einem Anteil von rund vier Zehnteln, gefolgt von den Mandinka und den Wolof. Die Verteilung im Detail: 31,5 % Mandinka, 37,9 % Fula, 17,7 % Wolof, 0,8 % Jola, 9,9 % Serahule, 0,5 % Serer, 0,1 % Aku, 0,2 % Manjago, 0,6 % Bambara und 0,8 % andere Ethnien.